# 4101-es mellékút (Magyarország)
A 4101-es mellékút egy közel 5 kilométeres hosszúságú, négy számjegyű mellékút Szabolcs-Szatmár-Bereg vármegye középső részén: Nyíregyháza Oros városrészét köti össze Nyírpazonnyal, egyben szerepe van a város tehermentesítésében is a tranzitforgalom alól.

## Nyomvonala
Nyírpazony belvárosában indul, dél felé kiágazva a 4-es főútból, annak a 282+800-as kilométerszelvényétől. Árpád utca néven húzódik végig a belterületen, annak déli széléig, amit valamivel kevesebb, mint 2 kilométer után ér el. Amint elhagyja Nyírpazony utolsó házait, a település közigazgatási határát is átszeli, s onnantól Nyíregyháza területén folytatódik. Már a megyeszékhely határai között jár akkor is, amikor – alig 200 méterrel délebbre – elhalad a helyközi autóbuszok nyírpazonyi buszfordulója mellett.
Ritkásan beépített területrésze folytatódik, elhalad Kismezőtanya külterületi településrész házai között, majd a harmadik kilométere közelében eléri Oros városrész temetőit. Oros házai között a Magyar utca nevet veszi fel, így halad el az egykor önálló település központja mellett is, kevéssel a 4. kilométere előtt. Utolsó szakaszán a Vezér utca nevet viseli, így is ér véget, beletorkollva egy körforgalmú csomópontba, a 41-es főút 6+600-as kilométerszelvénye közelében. Egyenes folytatása azonos néven, de már csak önkormányzati útként húzódik a városrész déli részén, azon érhető el a Nyíregyháza–Vásárosnamény-vasútvonal Oros megállóhelye is.
Teljes hossza, az országos közutak térképes nyilvántartását szolgáló kira.kozut.hu adatbázisa szerint 4,889 kilométer.

## Története
A Kartográfiai Vállalat 1970-ben kiadott Magyarország autótérképe és az 1990-ben megjelentetett Magyarország autóatlasza is a teljes szakaszát kiépített, pormentes útként szerepelteti.

## Települések az út mentén
- Nyírpazony
- Nyíregyháza-Oros